# Longchen Chöchung
| Tibetische Bezeichnung                          |
| ----------------------------------------------- |
| Tibetische Schrift: ཀློང་ཆེན་ཆོས་འབྱུང།               |
| Wylie-Transliteration: kLong chen chos 'byung l |
| Chinesische Bezeichnung                         |
| Vereinfacht: 龙钦教史; 隆庆教史                 |
| Wade-Giles:Longqin jiaoshi; Longqing jiaoshi    |

Longchen Chöchung (tib.: kLong-chen chos-'byung) ist ein Werk der tibetischen historiographischen Chöchung (chos 'byung) -Gattung des Nyingmapa-Gelehrten Longchen Rabjampa Drime Öser (klong chen rab 'byams pa dri med 'od zer; 1308–1363 oder 1364). Es wurde 1362 fertiggestellt.
Die berichteten historischen Ereignisse sind – von tibetisch-buddhistischen Historikern herausgestellt – zu wichtigen Symbolen für die Einführung des Buddhismus aus Indien in Tibet (Tubo) sowie für die Geschichte der tibetisch-buddhistischen Geschichte geworden.
Das Werk ist 1991 als der 17. Band der Schneeland-Buchreihe (gangs can rig mdzod), der wichtigsten historischen tibetischen Buchreihe, erschienen, der von Phuchung Wangdu (phu chung dbang 'dus) herausgegeben wurde.